# Маріно Альсівар
Маріно Альсівар (ісп. Marino Alcivar; нар. 21 травня 1916 — пом. 26 грудня 2002) — еквадорський футболіст, який грав на позиції нападника. Всю кар'єру провів у складі клубу «Емелек», грав також у складі збірної Еквадору на трьох чемпіонатах Південної Америки.

## Біографія
Маріно Альсівар розпочав виступи на футбольних полях у 1939 році в складі клубу «Емелек», у якому провів усю свою кар'єру гравця. У складі команди був одним із основних гравців атакувальної ланки команди. З 1939 до 1942 року футболіст грав також у складі збірної Еквадору, та був у її складі на трьох чемпіонатах Південної Америки.
Помер Маріно Альсівар 26 грудня 2002 року.